# Желиговский, Эдуард
Эдуард Желиго́вский (пол. Edward Żeligowski, Edward Witold Żeligowsky, псевдоним Антон Сова (Антоний Сова), пол. Antoni Sowa; 20 июля 1816 (21 ноября 1815 года по старому стилю, или 4 декабря по новому), фольварк Корейковцы, Вилейский уезд, Виленская губерния, Российская империя (ныне Вилейский район Минской области) — 28 декабря 1864, Женева, Швейцария) — польский, белорусский и литовский поэт, философ, общественный деятель.
В период службы в Уфе именовался в документах — Эдвард Юлианович.
В источниках встречается также двойное имя — Эдвард-Витольд или Эдвард Витольд.

## Биография
Родился в застенке (либо фольварке) Корейковце (ныне дер. Корековцы, Кривосельский сельсовет, Вилейский район, Минская область) в семье мелкопоместного шляхтича Юлиана Желиговского и Марианны в девичестве Любанской, крещён в Костеневичском костёле. В 1821 году Желиговские приобрели по соседству с Корейковцами (4 км южнее) часть небольшого имения Орпа, там ими была выстроена усадьба, названная по имени матери Эдуарда Желиговского — Марьямполь. Во владении семьи было 60 десятин земли.
В 1833—1836 годах учился в Дерптском (Тартуском) университете, получил хорошее образование, окончив дипломатическое отделение. Во время учёбы был членом академической корпорации (студенческого братства) «Конвент Польши» — «Konwent Polonia». После окончания университета служил в канцелярии виленского генерал-губернатора Н. А. Долгорукова. В 1838 году арестован за участие в подготовке восстания под руководством Шимона Конарского; интернирован. В 1842 году вернулся на Родину.

«По высочайшему повелению за создание сочинения „Иордан“, в котором обнаружена неблагонадёжность автора, в январе 1851 года выслан из Вильно в Петрозаводск, Олонецкой губернии, с учреждением полицейского надзора» — цитата из архивного документа
В 1851 году снова арестован и выслан в Петрозаводск. Находясь в Олонецком крае, постоянно находился под полицейским надзором, несколько раз писал прошения властям (господину министру внутренних дел) о переводе в другой город России, по причине состояния здоровья, но они удовлетворили его просьбу только через несколько лет; в 1853 году Эдуард был выслан в Оренбургскую губернию, в город Оренбург, прибыл туда 24 июля, но здесь его оставили лишь на время тяжёлой болезни. По выздоровлении, в январе 1854 года Желиговский прибыл в Уфу. Оренбургский губернатор Я. В. Ханыков, подумав некоторое время, отдал распоряжение принять Э. Ю. Желиговского, с 22 марта, в губернскую канцелярию, на должность канцелярского чиновника с чином коллежского секретаря (по X классу табеля), а Высочайшим приказом от 6 мая данное решение Я. В. Ханыкова было подтверждено. По рекомендации вице-губернатора Приуральского края Егора Ивановича Барановского (Желиговский имел с ним дружеское общение) новый гражданский губернатор Оренбургского края И. М. Потулов перевёл Желиговского на должность младшего чиновника особых поручений при губернаторе, и Министр внутренних дел согласился с этим повышением для поднадзорного полиции «без сроку». Был вместе с М. Л. Михайловым в одной из поездок по служебной необходимости, также пользовался его библиотекой, бывая у него в гостях. Более четырёх лет прослужил поэт в органах региональной власти. Подружился (заочно) и поддерживал связи с Тарасом Шевченко, посвятил ему стихотворение «К народному поэту». В Уфе встретил свою любовь — Софью Буткевич (уфимская дворянка, из рода Аничковых), в Петербург они уехали вместе.
С 1858 года жил в Санкт-Петербурге; помогал (редактор польского издания) Иосафату Огрызко издавать газету «Слово» («Slowo»). Опубликовал сборники «Poezye», «Dziś i wczoraj», драму «Jordan».

Один был Желеховский, поэт, известный в польской литературе под псевдонимом Антона Совы; … Желеховский, человек лет около 30-ти, изящно одетый, довольно красивый собою, с речью, исполненною чувства, имел такие признаки, по которым человека можно назвать сахарным. Он тогда же начал с одушевлением читать мне свои польские стихи, которые мне понравились, быть может, подкупив меня своим содержанием, касавшимся любимой моей идеи. … С этого дня началось моё знакомство с этими людьми. Желеховский, пробывши в Петербурге после того около трёх лет, часто виделся со мною у Белозерского, с которым был дружен и неоднократно вместе с ним посещал меня. Он читал свои польские стихотворения, сколько помнится, драматической формы, и при этом чтении не раз присутствовал Шевченко. Скоро, однако, сошёлся он с какою-то госпожою, которую я раза два видел у Белозерских, и в 1860 году вместе с нею отправился за границу и совершенно исчез из вида. После я услышал, что он умер в Женеве.— 
В 1860 году один выехал в Западную Европу, на лечение — вначале в Италию. Сотрудничал в польской эмигрантской печати. Перевёл на польский язык произведения А. С. Пушкина («Пророк» — «Prorok» и другие) и Г. Гейне. В Париже польская эмиграция, видимо, больше с политическими целями, решила устроить ему брак с дочерью Адама Мицкевича Еленой (пол. Helena, Хелена). Но венчание, назначенное на 21 марта 1861 года, не состоялось. А вскоре к нему в Париж приехала из Петербурга С. Буткевич. Последние годы жизни провёл в Женеве, там и похоронен. Личный архив Э. Желиговского пока не обнаружен, возможно, его части находятся в архивах городов Вильнюса (вместе с архивом Л. Совиньского), Кракова или Женевы.
Переводом в XIX веке стихотворений Э. Желиговского на русский язык занимался А. Н. Плещеев.

## Произведения (год)
- драматическая фантазия «Иордан» («Йордан») — «Jordan» (1846);
- поэма «Он, она и они»;
- драма «Зорский» (вторая часть «Иордана»)

«Сочинение это, написанное звучными и хорошими стихами, исполнено разных темных намеков и рассуждений, доказывающих неблагонадежный образ мыслей автора, давно уже возбудившего на себя подозрение и состоявшего под надзором полиции.
По дошедшим до меня сведениям, означенное сочинение произвело сильное впечатление на молодежь и выражения его часто приводятся в других сочинениях, коим „Йордан“ служит, по-видимому, образцом»— Из донесения Виленского генерал-губернатора в Санкт-Петербург, декабрь 1850 года.
;
- стихотворение «Два слова»;
- стихотворение «Экспромт»;
- стихотворение «Красная Гора» — «Kraśna Góra» ;
- стихотворение «К брату Тарасу Шевченко» — «Do brata Tarasa Szewczenki»;
- стихотворение «Друзьям-славянам», часть:

О, братья! Хоть у нас от самого рожденья
И вера, и язык — отдельные, свои,
Мы составляем все единой цепи звенья,
Все — дети мы одной разрозненной семьи.— Перевод М. Петровского
;
- поэтический сборник «Поэзия» — «Poezja» (1858);
- антиклерикальную поэму «Монахи»;
- двухтомник очерков «Сегодня и вчера» — «Dziś i wczoraj»;
- сборник «Стихотворения Антония Совы» — «Poezye Antoniego Sowy»;
- и другие.

## Семья

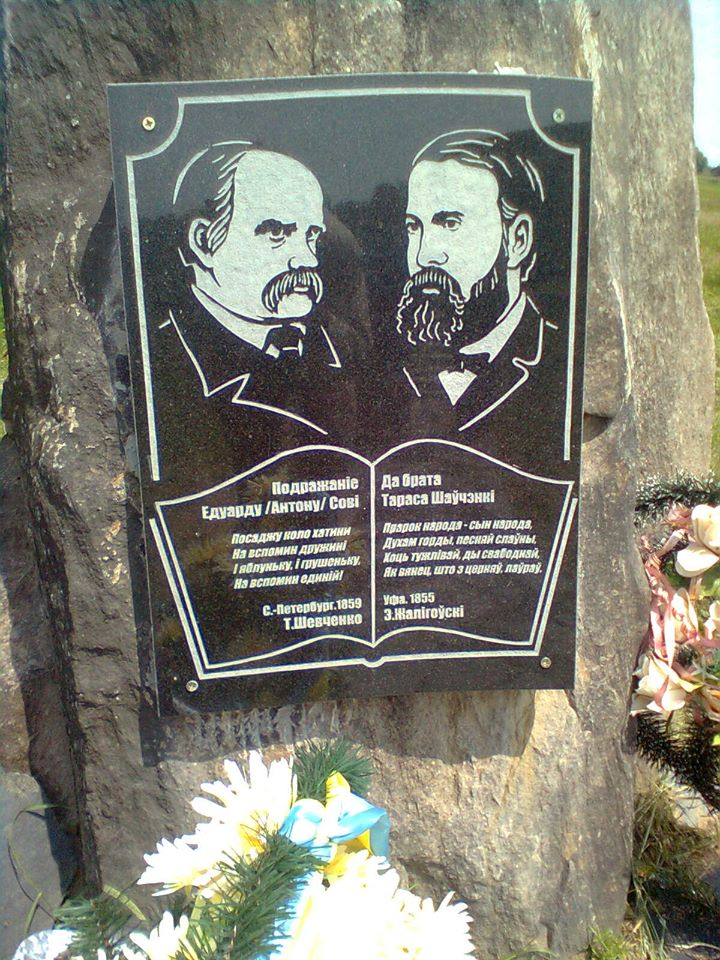
Фото памятного знака, посвященного дружбе Э. Желиговского и Т. Шевченко.

- отец — Юлиан Желиговский, администратор посессора Вилейского казённого староства.
- мать — Марианна Любанская
- брат — Сотер (1813 года рождения)
- брат — Николай (1814 года рождения)
- брат — Александр
- брат — Владислав
- сестра — Гелена
- брат — Гектор
- дед по матери Мартин Любанский, пинский скарбник

## Память
- улица его имени в Вилейке[10].
- в селе Корековцы, Вилейского района, 20 сентября 2009 года, открыт памятный знак из валунов с двумя мемориальными досками и заложен дубовый гай, посвященный дружбе Э. Желиговского и Т. Шевченко[12].